# Центральный банк Республики Узбекистан
Центральный банк Республики Узбекистан (узб. O'zbekiston Respublikasi Markaziy banki, Ўзбекистон Республикаси Марказий банки) — центральный банк, главный регулятор финансовой и денежно-кредитной политики в Республике Узбекистан.

## История
Государственный банк Узбекской ССР был создан на базе Закона, принятого Верховным Советом Узбекской ССР 15 февраля 1991 года № 205-XII «О банках и банковской деятельности».
В соответствии с Законом Республики Узбекистан от 30 сентября 1991 года № 364-XII «О внесении изменений в Конституцию (Основной закон) Узбекской ССР» Государственный банк Узбекской ССР был переименован в Государственный банк Республики Узбекистан.
2 июля 1992 года Государственный банк Республики Узбекистан переименован в Центральный банк Республики Узбекистан.
Центральный банк получил статус государственного, эмиссионного и резервного банка республики. В Уставе Центрального банка, утверждённого 28 февраля 1992 года Президиумом Верховного Совета Республики Узбекистан, было зафиксировано, что Центральный банк Республики Узбекистан является главным банком республики, а также депозитарием для авуаров международных финансовых организаций, находится в собственности республики и подотчётен Олий Мажлису Республики Узбекистан (с образованием двухпалатного парламента в 2002 году — Сенату), перед ним ставились задачи регулирования денежного обращения и платёжной системы, а также формирование коммерческих банковских структур.
21 декабря 1995 года вышел Закон Республики Узбекистан № 154-I «О Центральном банке Республики Узбекистан».

## Функции
Правовой статус, задачи, функции, полномочия, принципы организации и деятельности Центрального банка определяются Конституцией Республики Узбекистан (Глава XXV, статья 124), законами «О Центральном банке Республики Узбекистан», «О банках и банковской деятельности» и другими законодательными актами. Центральный банк подотчётен Сенату Олий Мажлиса Республики Узбекистан.
Главной целью деятельности Центрального банка Республики Узбекистан является обеспечение стабильности национальной валюты.
Основными задачами Центрального банка являются: проведение денежно-кредитной политики, контроль за эмиссией денег, организация единой системы расчётов, регулирование и надзор за деятельностью коммерческих банков, микрокредитных организаций, ломбардов и кредитных бюро, хранение и управление официальными
золотовалютными резервами Республики Узбекистан, а также представление интересов Республики Узбекистан в центральных банках других государств и международных финансово-кредитных учреждениях.
Центральный банк является организатором проведения аукционов кредитных ресурсов, обеспечивает чёткое функционирование Республиканской валютной биржи, организует совместно с Министерством финансов кассовое исполнение государственного бюджета.

## Структура
Высшим органом Центрального банка является его Правление, осуществляющее управление банком и определяющее основные направления его политики и деятельности.
Правление состоит из одиннадцати человек — председателя Центрального банка, его заместителей (в настоящее время у председателя Центрального банка один первый заместитель и пять заместителей) и руководителей основных подразделений банка. Председателем Правления является председатель Центрального банка. Члены Правления, кроме первого заместителя и заместителей Председателя Центрального банка, утверждаются Кенгашем Сената Олий Мажлиса по представлению председателя Центрального банка.
В структуру Центрального банка Республики Узбекистан входят:
- 14 главных территориальных управлений Центрального банка, включающих в себя двенадцать областных территориальных управлений, одно по городу республиканского подчинения Ташкенту и одно главное территориальное управление по Республике Каракалпакстан;
- 8 подведомственных организаций:
  - Агентство по драгоценным металлам;
  - ГУП «Агентство по развитию финансового сектора Республики Узбекистан»;
  - ГУП «Главный центр информатизации Центрального банка Республики Узбекистан»;
  - Государственная Пробирная палата;
  - Государственное производственное объединение «Давлат белгиси»;
  - ГУП «Залоговый реестр»;
  - ГУП «Республиканская служба инкассации»;
  - Узбекская республиканская валютная биржа.[6]

## Галерея

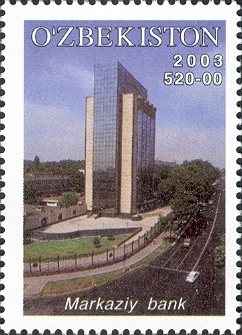
Здание Центрального банка Республики Узбекистан на почтовой марке 2003 года.
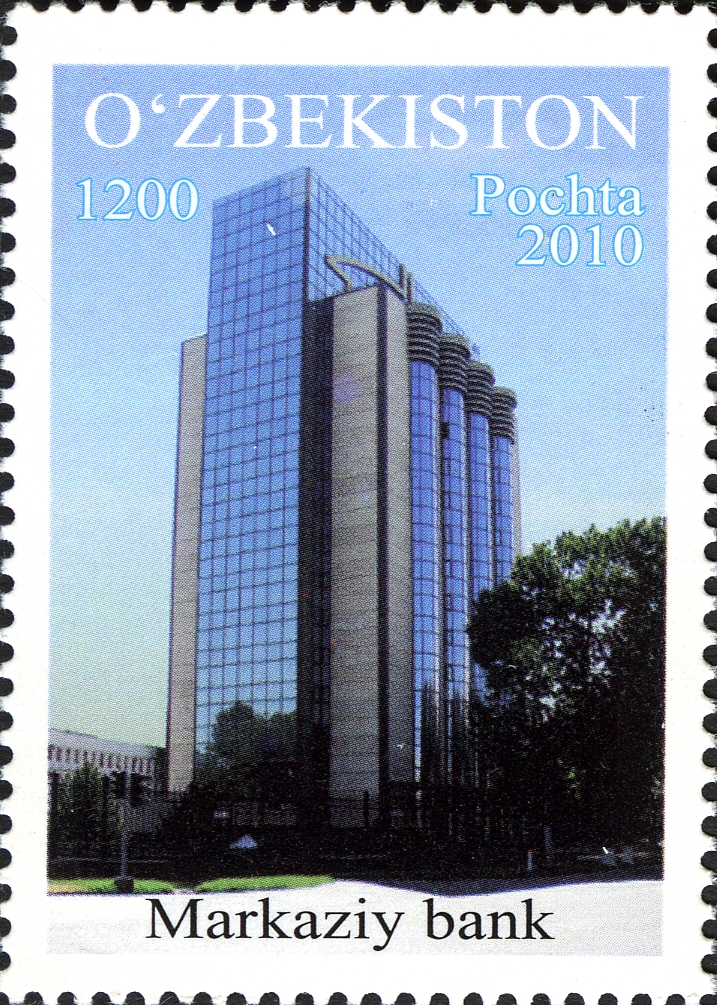
Здание Центрального банка Республики Узбекистан на почтовой марке 2010 года.